# 강현중 (배우)
강현중(1972년 8월 15일 ~ )은 대한민국의 연극 배우이다. 1991년부터 연극활동을 시작하였다.

## 출연작

### 영화
- 2018년 《인랑》 - 인랑 3 역
- 2017년 《남한산성》 - 군사 5 역
- 2017년 《덫》
- 2017년 《조작된 도시》 - 경찰특공대 대장 역
- 2016년 《탐정사무소 - 사랑과 전쟁》 - 강현중 역
- 2016년 《탐정사무소 - 그놈의 얼굴》
- 2016년 《탐정사무소 - 평강공주와 바보온달 무삭제판》
- 2016년 《매직배딩》
- 2016년 《섬. 사라진 사람들》 - 강씨 역
- 2015년 《사도》 - 수어사 역
- 2015년 《치외법권》 - 택시기사 역
- 2015년 《베테랑》 - 관할 순경 2 역
- 2015년 《간신》 - 능주 백성 역
- 2015년 《세계일주》 - 노숙 1 역
- 2014년 《군도: 민란의 시대》- 박씨 역
- 2013년 《데드 엔드》 - 종근 역
- 2013년 《공정사회》 - 흥신소 남 역
- 2011년 《그대를 사랑합니다》 - 젊은 상태 역
- 2011년 《평양성》 - 을식 역
- 2011년 《미로》 - 종근 역
- 2010년 《헬로우 고스트》 - 구조대원 역
- 2010년 《황해》 - 부산항 선원 역
- 2010년 《초능력자》 - 택시기사 역
- 2010년 《부당거래》 - 박 반장 반원 1 역
- 2010년 《구르믈 버서난 달처럼》 - 대동계 부하 역
- 2009년 《시크릿》 - 형사 2 역
- 2009년 《삼거리 무스탕 소년의 최후》 - 건태 역
- 2008년 《다찌마와 리: 악인이여 지옥행 급행열차를 타라!》 - 기절 마적 역
- 2008년 《좋은 놈, 나쁜 놈, 이상한 놈》 - 왕초 역
- 2006년 《모노폴리》 - 양 회장 비서 역
- 2006년 《음란서생》 - 검은 복면 1 역
- 2005년 《웰컴 투 동막골》 - 응식 역
- 2005년 《역전의 명수》 - 대패 역
- 2004년 《도마 안중근》 - 우덕순 역
- 2003년 《천년호》 - 거욱 역
- 2002년 《예스터데이》 - 고명 형사 역

### 방송
- 2024년 Netflix 오리지널 《오징어게임2》- 343번 참가자
- 2022년 TVING 오리지널 《아일랜드》
- 2022년 TVING 금요드라마 《돼지의 왕》 - 정종석의 아버지 역
- 2017년 tvN 수목드라마 《슬기로운 감빵생활》
- 2016년 KBS2 주말연속극 《월계수 양복점 신사들》
- 2012년 투니버스 어린이드라마 《마보이》
- 2010년 KBS2 아침드라마 《엄마도 예쁘다》
- 2010년 KBS2 특별기획드라마 《추노》
- 2009년 SBS 드라마 스페셜 《시티홀》
- 2009년 KBS2 주말연속극 《솔약국집 아들들》 - 사진사 역
- 2008년~2009년 SBS 주말특별기획 《가문의 영광》 - 상준 역
- 2007년 MBC드라마넷 수사극 《별순검》
- 2006년 SBS 대하사극 《연개소문》

### 광고
- 2023년 HD현대인프라코어 브랜드 온라인 광고《내 땅강아지 대발이》이장 역
- 2024년 HD현대오일뱅크 온라인 광고 《오일전사》카메오 출연
- 2025년 HD현대중공업 온라인 광고 《진짜 멋있는 남자》카메오 출연